# Ovrajne, Rozdolne
Ovrajne (în ucraineană Овражне) este un sat în comuna Zîmîne din raionul Rozdolne, Republica Autonomă Crimeea, Ucraina.

## Demografie
Componența lingvistică a localității Ovrajne
     Rusă (85,96%)
     Ucraineană (14,04%)
Conform recensământului din 2001, majoritatea populației localității Ovrajne era vorbitoare de rusă (85,96%), existând în minoritate și vorbitori de ucraineană (14,04%).